# Five of a kind
Five of a kind (ook wel poker genoemd) is een combinatie van kaarten in het spel poker. De combinatie kan alleen voorkomen als de joker meedoet in het spel, dit omdat in het kaartspel een waarde maar één keer per kleur voorkomt, bijvoorbeeld 4 boeren. Als er met de joker gespeeld wordt, is Five of a kind de hoogst mogelijk combinatie, anders is dat Royal flush.
Als twee of meer spelers Five of a kind hebben, wat extreem zeldzaam is, geldt de hoogste combinatie.